# Lixhausen
Lixhausen é uma comuna francesa na região administrativa de Grande Leste, no departamento Baixo Reno. Estende-se por uma área de 3,28 km². Em 2010 a comuna tinha 388 habitantes (densidade: 118,3 hab./km²).